# ایلابون
ایلابون (به لاتین: Eilabun) یک منطقهٔ مسکونی در شمال اسرائیل واقع شده‌است.